# New Castle (Colorado)
Pour les articles homonymes, voir Newcastle.
New Castle est une ville située dans l’État américain du Colorado, dans le comté de Garfield.
Selon le recensement de 2010, New Castle compte 4 518 habitants. La municipalité s'étend sur 2,69 milles carrés (6,97 km2).
La ville est d'abord appelée Grand Butte (1866) puis Chapman (1867). Elle adopte son nom actuel en 1888, lorsque la Colorado Fuel and Iron Company la renomme en référence à la ville minière anglaise de Newcastle upon Tyne.
| 1890 | 1900 | 1910 | 1920 | 1930 | 1940 |
| ---- | ---- | ---- | ---- | ---- | ---- |
| 311  | 431  | 493  | 447  | 470  | 484  |

| 1950 | 1960 | 1970 | 1980 | 1990 | 2000  |
| ---- | ---- | ---- | ---- | ---- | ----- |
| 483  | 447  | 499  | 563  | 679  | 1 984 |

| 2010  | - | - | - | - | - |
| ----- | - | - | - | - | - |
| 4 518 | - | - | - | - | - |